# 金平 (法学家)
金平（1922年—），男，安徽金寨人，西南政法大学资深教授，中国民法学家。

## 生平
1922年出生于安徽省金寨县。1945年，金平读完高中，考上成立于抗战中的安徽学院，后转入国立安徽大学就读。1949年于国立安徽大学法律系毕业，进入南京中国人民解放军第二野战军军事政治大学学习，结业后被分配到云南曲靖担任粮库副主任，后到司法科工作；曲靖人民法院成立时，被任命为曲靖人民法院副院长。1953年5月，被选派到中央政法干校进修。1954年干校结业后，分配至西南政法学院（现西南政法大学）任教。
从1954年起，曾先后三次参加全国人大常委会民法起草工作，是目前唯一健在的第一次民法典起草专家组成员。被中国法学会授予“全国杰出资深法学家”称号，以他名字命名的“金平法学成就奖”，被誉为中国法学界的“诺贝尔奖”。